# صحراء الحب
صحراء الحب (بالفرنسية Le Désert de l'amour) هي رواية فرنسية للكاتب الفرنسي فرنسوا مورياك، نشرت سنة 1925، وحصدت جائزة نوبل للآداب سنة 1952، وحصلت على الجائزة الكبرى للرواية من الأكاديمية الفرنسية سنة 1926. ترجمتها للغة العربية نادية ظافر شعبان عن عويدات للنشر والطباعة سنة 1969، وفتحي العشري عن منشورات الدار المصرية اللبنانية بطبعتين، الأولى عام 1994 والثانية 2002.

## السياق
كتب فرانسوا مورياك هذه الرواية من بداية عام 1924 إلى سبتمبر 1924. نُشرت في البداية على شكل سلسلة في مجلة La Revue de Paris في 15 نوفمبر و 1 و 15 ديسمبر 1924، و 1 يناير 1925، قبل أن تُنشر كاملة في دار النشر غراسيه في عام 1925. تستعيد رواية "صحراء الحب" بعض الشخصيات التي ظهرت في روايتي "نهر النار" و "قبلة الأبرص" وتطور قصتهم وشخصياتهم

## نبذة
تحكي الرواية عن ريموند كوريج الذي يصادف في النادي امرأة عرفها في فترة مراهقته وأحبها بشدة في بوردو. تدعى ماريا كروس، توقظ في داخله ذكريات تلك الفترة من حياته وشعورًا معينًا من الكراهية/الحب الذي طوره منذ ذلك الحين في علاقاته مع النساء. 
ريموند، الذي كان مراهقًا مشاغبًا، يلتقي ماريا كروس، التي تكبره بعشر سنوات، والتي أصبحت مصدر إلهام له. لكن والد ريموند، الدكتور بول كوريج، يلتقي أيضًا ماريا كروس أثناء علاج ابنها المريض، ويصاب بعشق شديد لها، لكنه يفشل في التعبير عن مشاعره. 
ماريا، التي أصبحت عشيقة لفيكتور لاروسيل، رجل صناعي ثري، تثير إعجاب ريموند، الذي يقرر إغواءها. ومع ذلك، تُبعد ماريا ريموند وتُحرجه بعد محاولة تقبيلها، مما يجعله يقرر الانتقام منها في المستقبل. بعد مرور السنوات، يلتقي ريموند بماريا مرة أخرى في النادي، ويجد نفسه عاجزًا عن السيطرة عليها، بينما يُساعدها في علاج زوجها المصاب. ينتهي اللقاء بعودة والد ريموند وابنه معًا إلى المنزل، وربما يكونان قد توحدا حقًا لأول مرة في حياتهما بسبب حزنهما وحبهما المشترك لماريا.

## الشخصيات
تتميز شخصيات الروايه بالشعور الدائم بالعطش والحاجة للارتواء، ويتمثل في عطش الحب والطمأنينه والنقاء:
ريمون كوريج: الشخصية الرئيسية في الرواية، وهو شاب في الخامسة والثلاثين من عمره، يبحث عن ماريا كروس التي غيرت حياته منذ سبعة عشر عامًا.
ماريا كروس: امرأة في الأربعين من عمرها، كانت لها علاقة بريمون وبالطبيب كوريج، والد ريمون.
الطبيب كوريج: والد ريمون، وهو طبيب مشهور، كان له علاقة بماريا كروس، وتسببت في انهيار حياته الزوجية.
زوج ماريا كروس (الدكتور لاروسيل): زوج ماريا، وهو والد صديق ريمون، برتران، ويعاني من مشاكل صحية.
برتران: صديق ريمون وابن الدكتور لاروسيل، ويعاني من مشاكل صحية أيضًا

## الأسلوب
تتميز الرواية بالاستعمال الكثيف للحوارات الداخلية، واعتماد نهاية مفتوحة. يبدأ الصراع الدرامي بأزمة تدفع بالشخصيات إلى استرجاع الأحداث الأساسية في حياتهم، فالرواية تبدأ من نهايتها.

## الأثر
- تم تحويل الرواية مرتين لفيلم:

1. صحراء الحب، فيلم تلفزيوني من إخراج بيير كاردينال تم بثه سنة 1969[11]
2. صحراء الحب، فيلم تلفزيوني فرنسي من إخراج جان دانيال فيريهيغ، تم بثه في 18 فبراير 2012 على قناة فرنسا 3.[12]

- أنجزت دراسات نقدية وأطاريح حول الرواية وترجمتها للغة العربية[13]

## اقتباسات
يجب عليك أولاً أن تثق في قوة إرادتك [..] إني أرغمك على الإيمان بأن في استطاعتك أن تروض كل الحيوانات الموجودة داخلك قبل أن تزيد ضراوتها، حتى وإن لم تكن نفسك أنت بالذات.